# Дюкро, Огюст-Александр
Огюст-Александр Дюкро (фр. Auguste-Alexandre Ducrot, 1817—1882) — французский дивизионный генерал, участник Крымской кампании и франко-прусской войны 1870—1871 годов.

## Биография
Родился 24 февраля 1817 года в Невере, сын майора 12-го егерского линейного полка. 14 ноября 1835 года был принят в Сен-Сирскую военную школу и выпущен из неё 1 октября 1837 года младшим лейтенантом в 1-й пехотный полк.
В декабре 1837 года Дюкро был назначен в африканские войска, и вплоть до конца 1851 года находился в Алжире и воевал против тамошних арабов. За это время он получил чины лейтенанта (27 декабря 1840 года), капитана (11 февраля 1840 года) и подполковника (8 августа 1851 года). 22 сентября 1847 года назначен командиром батальона в 32-м пехотном линейном полку.
По возвращении во Францию Дюкро 26 декабря 1853 года был произведён в полковники 3-го пехотного полка. В 1854 году он был назначен в состав десантного корпуса англо-французской эскадры на Балтийском море и был при занятии Аландских островов и бомбардировке Бомарзунда.
7 февраля 1856 года Дюкро был зачислен в 3-й гренадерский полк императорской гвардии. 13 марта 1858 года произведён в бригадные генералы. Во время Итальянской кампании 1859 года он командовал бригадами в 3-й и 5-й пехотных дивизиях.
2 октября 1860 года назначен командиром пехотной бригады в Сирийском корпусе. С 1861 по 1864 год командовал Неверским военным округом, после чего вновь воевал в Алжире. 7 июня 1865 года произведён в дивизионные генералы и 25 сентября того же года назначен начальником 6-го военного округа в Страсбуре.
После начала в 1870 году франко-прусской войны Дюкро получил в командование 1-ю дивизию 1-го армейского корпуса, сражался при Вёрте. В начале сражения при Седане, по случаю ранения маршала Мак-Магона, принял начальство над Шалонской армией, которое вскоре же уступил старшему в чине генералу Вимпфену. Командовал французскими войсками в битве при Вилье. 20 августа награждён большим офицерским крестом ордена Почётного легиона.
По возвращении из плена после седанской капитуляции он командовал 13-м и 14-м корпусами, из которых была составлена 2-я армия, которую также возглавил Дюкро. Все его усилия по защите Парижа и борьбе с Парижской коммуной были малоуспешны — если Парижскую коммуну ему удалось победить, то перед прусскими войсками он вынужден был сложить оружие.
После капитуляции Дюкро был избран депутатом Национального собрания от департамента Ньевр и уже в феврале 1871 года принимал участие в выборах нового правительства Франции и мирных переговорах с Германией. С 30 марта 1871 года Дюкро командовал Шербурским лагерем, а с 20 апреля того же года — 4-м армейским корпусом в Версале, но уже через 4 дня освободил эту должность. Некоторое время Дюкро состоял не удел и лишь 1 сентября 1872 года получил в командование 8-й армейский корпус. С 11 июня 1873 года состоял членом Комитета обороны.
В 1875 году Дюкро опубликовал книгу «La défense le Paris (1870—1871)».
24 февраля 1882 года Дюкро был зачислен в запас и скончался в Версале 16 августа того же года.